# Aboakyer

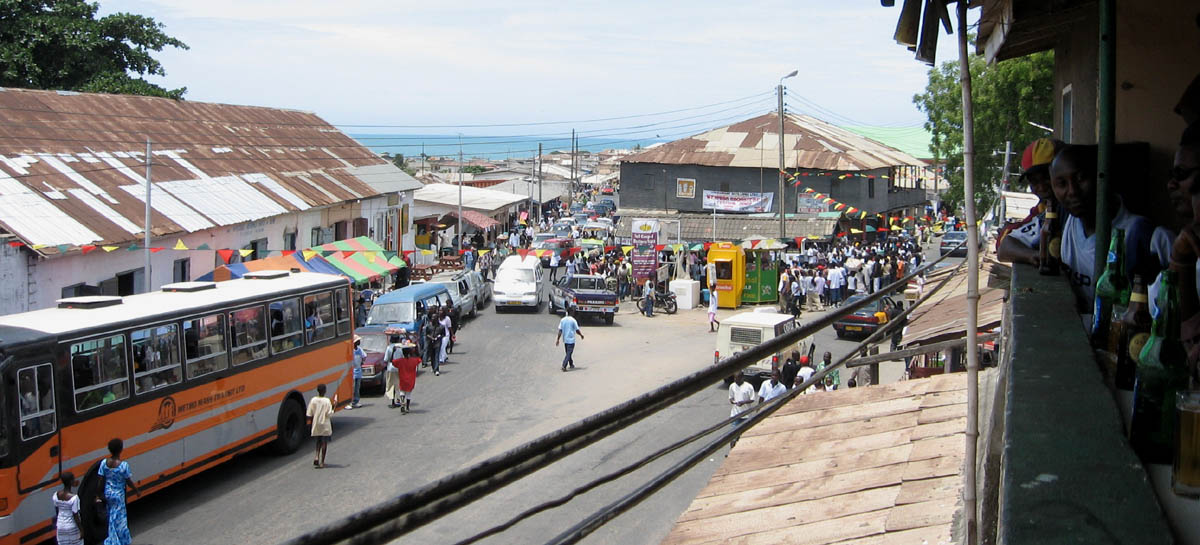
Winnebah am Tag des Aboakyer-Festivals im Jahr 2007

Das Aboakyer ist ein Festival, das alljährlich Anfang Mai im ghanaischen Küstenort Winneba stattfindet. Es wird auch das „Winnebah-Tierjagd-Festival“ genannt und ist Ausdruck der traditionellen Religionsausübung der einheimischen Bevölkerung. Es soll in seinen Ursprüngen auf die Fetu-Leute (Effutu) in historischer Zeit zurückgehen, die einst Winneba gegründet haben.

## Zeitpunkt des Festivals
Für den genauen Zeitpunkt des Stattfindens des Festivals wurde früher „Penkye Otu“ befragt, der Hauptgott im historischen Fetu-Reich. In den 1950ern wurde aber dieser Zeitpunkt auf das erste Wochenende im Mai festgesetzt, da das Festival auch zahlreiche Besucher aus der entfernteren Umgebung als kulturelle Attraktion anzieht und daher auch einen wirtschaftlichen Aspekt mit sich bringt.
Es fand auch zuvor immer zum Ende der Trockenzeit statt, wo ohnehin den Ahnen und Göttern geopfert wird für ein gutes neues Jahr, welches nach dem traditionellen Kalendersystem mit der im Laufe des Monats Mai einsetzenden Regenzeit beginnt.

## Traditioneller Inhalt der Feierlichkeiten
Kernpunkt des Festivals ist eine Tierjagd, welche als Wettstreit zwischen zwei Asafo-Kompanien von Winneba veranstaltet wird, und zwar immer zwischen der Kompanie, die die „Tuafo“ (Aufklärer und Vorhut) in der Winneba-Armee bildet und jener, welche die „Dentsifo“ (Hauptkörperschaft) der Armee darstellt. Die Mitgliedschaft zu einer dieser beiden Kompanien ist bei den einheimischen Fetu (Effutu) erblich durch die patrilineare Blutslinie geregelt. Das bedeutet, die Kompanie, in der der Vater eingegliedert war, ist auch die Kompanie, in welcher der Sohn (auch Töchter) dienen wird. Nicht-Fetus, die sich in Winnebah niedergelassen haben, ist es gleichgestellt, in welche Kompanie sie aufgenommen werden möchten. Die Führer dieser Asafo-Kompanien, die „Supi“ und auch die Asafo-Frauen haben in der Stadt einen beträchtlichen politischen Einfluss auf lokale Belange, wie zum Beispiel bei der Nachfolge in bestimmten Ämtern, sofern die Besetzung dieser nicht erblich festgelegt ist.

## Ablauf des Hauptzeremoniells

### Die Jagd
Die Teilnehmer am Wettstreit müssen sich zuvor am Meeresstrand einer rituellen Waschung unterziehen, die sowohl von ihren „Supis“ als auch von einem der „Penkye Otu“-Priester geleitet wird. Die Jäger, in der Regel etwa 2000 oder mehr an der Zahl, beginnen dann auf ein Startsignal hin mit der Jagd, wobei sie allerdings unbewaffnet sind und nur kurze Stöcker dabei haben. Bei der Jagd muss ein Tier lebend und unverletzt eingefangen werden, da es anschließend den Göttern geopfert werden soll. Das gefangene Tier wird dann von der Siegermannschaft gefesselt durch die Stadt getragen und dem „Omanhene“ (König) präsentiert. Tänze, Trommeln und Gesang umrahmen das Ganze. Dann wird das Tier, nachdem die Sieger-Kompanie ihre Ehren empfangen hat, nach „Abosomba“ gebracht, einem besonderen Platz im Zentrum der Stadt, der als „Platz des Treffpunkts mit den Göttern“ gilt. Hier wird das Tier den Priestern des Gottesdieners „Akyeampon“ präsentiert und etwas später in den heiligen Hain des „Penkye Otu“ transportiert.

### Ebisatsir-Zeremonie
In dem heiligen Hain wird das Tier dann am nächsten Tag, dem Sonntag, in einem speziellen Ritual getötet, enthauptet und sein Fleisch in 77 Teile zerlegt, jedes Teil für einen der 77 traditionellen Stadtgötter von Winneba. Diese werden dann gekocht und in einer speziellen Schüssel im Hain abgestellt. Dieser Teil des Aboakyer-Festes wird als „Ebisatsir“ bezeichnet, was übersetzt „in die Zukunft schauen“ bedeutet.
Dies geschieht mit einer speziellen Schüssel, die mit farbigen Linien versehen ist. Die Farben, wie auch die Substanzen, mit denen die Linien gezeichnet wurden, haben alle ihre symbolische Bedeutung. So steht weiß (Kreide) für Dürre oder Hungersnot; schwarz (Holzkohle) steht für Regen, aber auch für Flutkatastrophe; rot (Roter Ocker) bedeutet Blutvergießen oder Konflikt und weiß (Kochsalz) symbolisiert Überfluss und Frieden. Auf dem nach oben gewölbten Boden des Gefäßes wird zunächst ein Ball aus Eisenerz gelegt. Die Priesterinnen und Priester tanzen dann um diesen Topf herum und zwar so lange, bis der Ball von der Erhöhung herunterrollt und vor einer der Linien liegen bleibt. Dies ist dann die Antwort von „Penkye Otu“ darüber, wie das kommende Jahr werden wird.

## Kulturelles Umfeld
Eine schauspielerisch dargestellte Ankunft der Briten, eine Parade der Winneba-Asafos, eine Wahl zur „Miss Aboakyer“, ein Fußballspiel und vieles mehr bei Musik und Tanz umrahmen heutzutage das Festival. Auch nutzen viele die Gelegenheit zum Heiraten, da es ohnehin Sitte ist, an diesem Tag ein Festmahl auszurichten.
Im Falle einer nicht erfolgreichen Jagd haben die Autoritäten von Winnebah in der Vergangenheit das Aboakyer-Festival für beendet erklärt und einen neuen Termin hierfür angesetzt. Dies ist beispielsweise im Jahre 1990 vorgekommen und etwa 25.000–30.000 Besucher wurden genauso enttäuscht, wie die einheimischen Händler, Gastwirte etc.